# Ácido eicosapentaenoico
O ácido eicosapentaenóico (EPA ou também ácido icosapentaenóico) é um ácido graxo dos omega-3 (ω-3). O EPA e seus metabolitos atuam no organismo principalmente em virtude de sua associação com o ácido araquidônico.

## Nomenclatura
Na literatura bioquímica recebe o nome de 20:5(n-3), por ter uma cadeia de 20 carbonos (um eicosanóide) com cinco ligações duplas cis a partir do carbono número 3. É conhecido também como ácido timnodónico. Quimicamente é um ácido carboxílico.

## Bioquímica

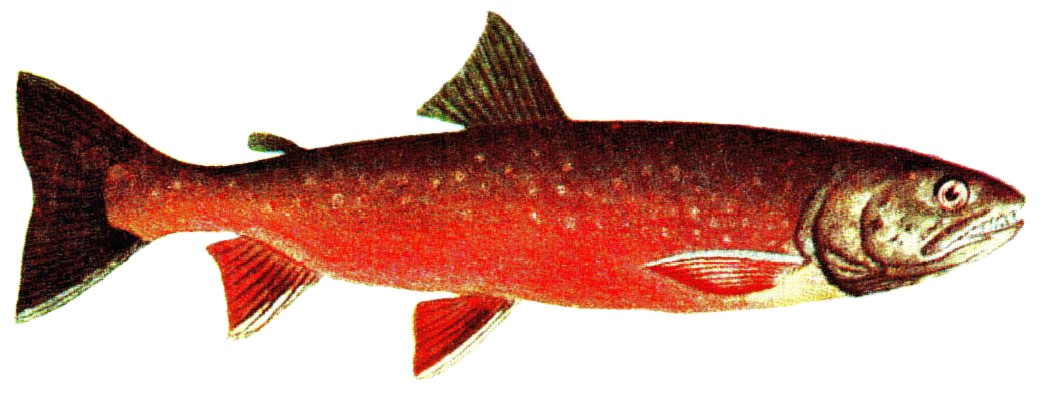
O salmão é uma fonte de EPA.

O ácido eicosapentaenóico é um ácido graxo insaturado e o precursor da prostaglandina-3 (um agregador plaquetário), do tromboxano-3 e o leucotrieno-5 (todos eicosanóides).